# Avadi
Avadi è una suddivisione dell'India, classificata come municipality, di 230.913 abitanti, situata nel distretto di Tiruvallur, nello stato federato del Tamil Nadu. In base al numero di abitanti la città rientra nella classe I (da 100.000 persone in su).

## Geografia fisica
La città è situata a 13° 08' 47 N e 80° 05' 03 E.

## Società

### Evoluzione demografica
Al censimento del 2001 la popolazione di Avadi assommava a 230.913 persone, delle quali 119.187 maschi e 111.726 femmine. I bambini di età inferiore o uguale ai sei anni assommavano a 23.778, dei quali 12.176 maschi e 11.602 femmine. Infine, coloro che erano in grado di saper almeno leggere e scrivere erano 182.030, dei quali 99.811 maschi e 82.219 femmine.